# Tanacetipathes thamnea
Tanacetipathes thamnea är en korallart som först beskrevs av Warner 1981.  Tanacetipathes thamnea ingår i släktet Tanacetipathes och familjen Myriopathidae. Inga underarter finns listade i Catalogue of Life.